# مستشفى السلام
مستشفى السلام هو مستشفى حكومي يقع في حي الوحدة في الساحل الايسر لمدينة الموصل. قامت شركة (تايسي) اليابانية بتنفيذ البناء وتجهيز المستلزمات والأجهزة الخدمية، كما قامت شركة (ماروبيني) اليابانية وهي الشركة الرئيسية بتأثيث المستشفى ونصب الأجهزة الطبية، وقد تم انجاز العمل كلياً في عام 1985. افتتح المستشفى رسمياً في 14 كانون الأول 1985. مساحة البناء الكلية كانت (27,617 متر مربع).